# Getijdenmolen

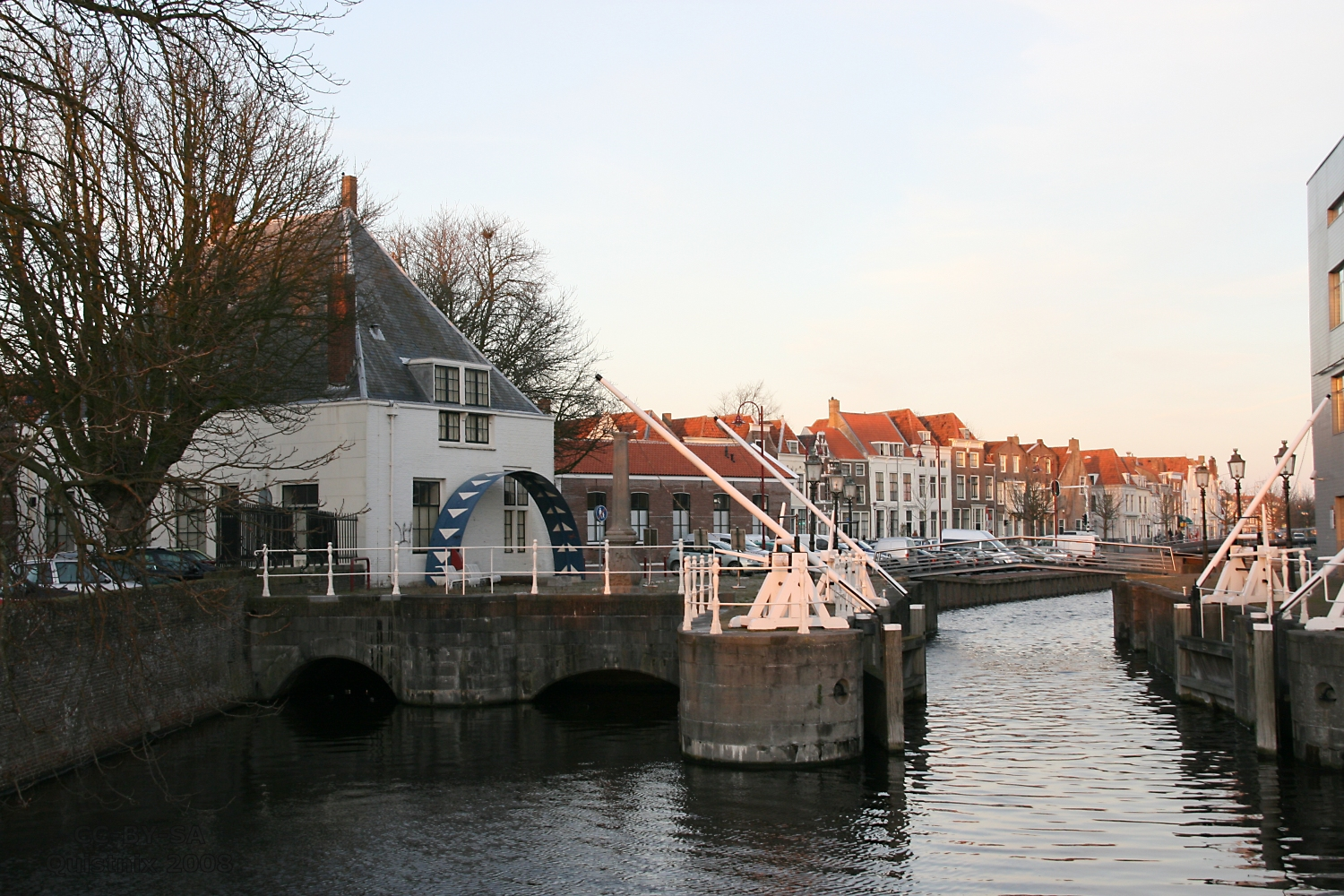
Voormalige getijdenmolen te Middelburg

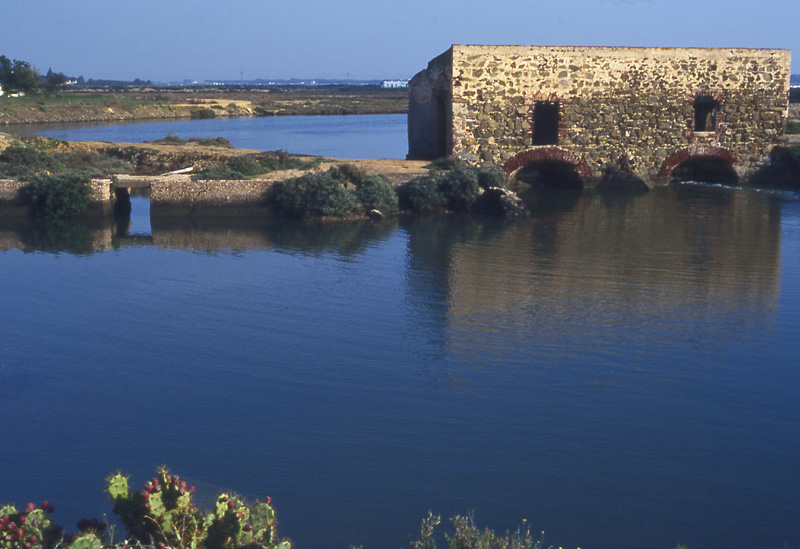
Een getijdenmolen in Spanje

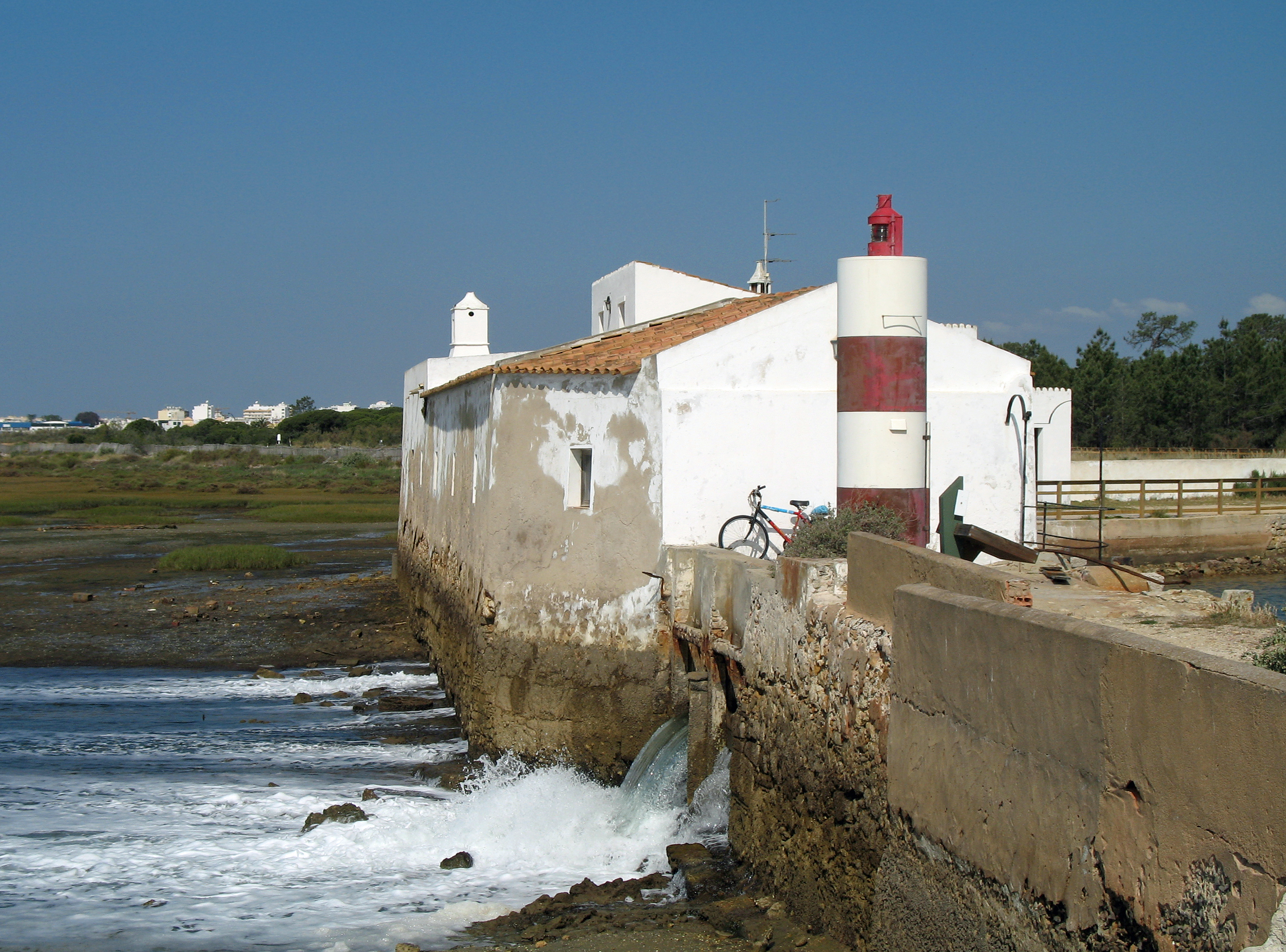
Getijdenmolen van Olhão, Portugal

Een getijdenmolen is een watermolen die wordt aangedreven door het tij. Bij vloed wordt een bassin gevuld en bij eb geleegd. Wanneer het water uit het bassin vloeit, stroomt het langs de molen en zet daarbij het waterrad in beweging. Deze molens werden voornamelijk langs de kust gebouwd. Zij werden voor verschillende doeleinden gebruikt, bijvoorbeeld het malen van graan. Tegenwoordig wordt het concept van de getijdenmolen ook gebruikt om elektriciteit op te wekken. Men spreekt dan van een getijdencentrale.

## Getijdenmolens in Nederland
In de provincie Zeeland zijn nog overblijfselen van dit type molen te vinden:
- 't Soepuus in Goes
- Van de getijdenmolen Middelburg in Middelburg resteert het pand en is in het voormalig bassin een park aangelegd met de naam 'Molenwater'.
- De getijdenmolen Sas van Gent draaide op polderwater dat gespuid werd. De resten zijn in 1988 geconserveerd.

In Noord-Brabant bestaat de getijdenmolen in Bergen op Zoom sinds 1499. Het bouwwerk werd na 2002 deels gerestaureerd.

## Getijdenmolens in België
Reeds in de 1552 bestond in Antwerpen een getijdenmolen aan de in de 19de eeuw overdekte Sint-Jansvliet, de Sint-Jansmolen, waarmee graan werd gemalen.
De Spaanse Molen staat in Rupelmonde aan De Vliet die uitmondt in de Zeeschelde. Het is de oudste complete en maalvaardige getijdenmolen van het Europese vasteland. Hij is volledig gerestaureerd en nog regelmatig in werking.

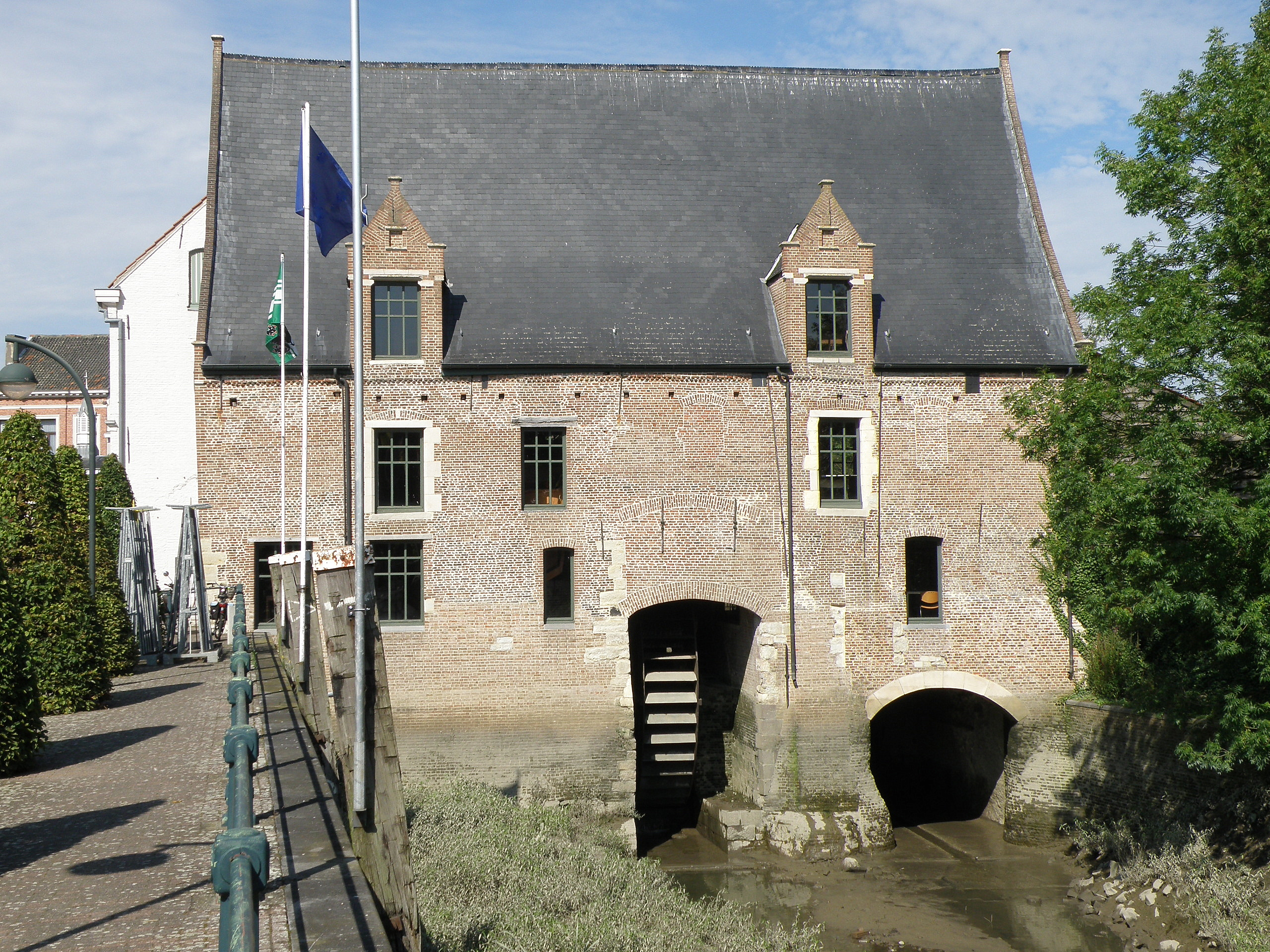
Spaanse Molen te Rupelmonde

getijdenmolen ·
handmolen ·
rosmolen ·
schipmolen ·
tredmolen ·
watermolen ·
windmolen ·
watervluchtmolen